# José Antonio Páez

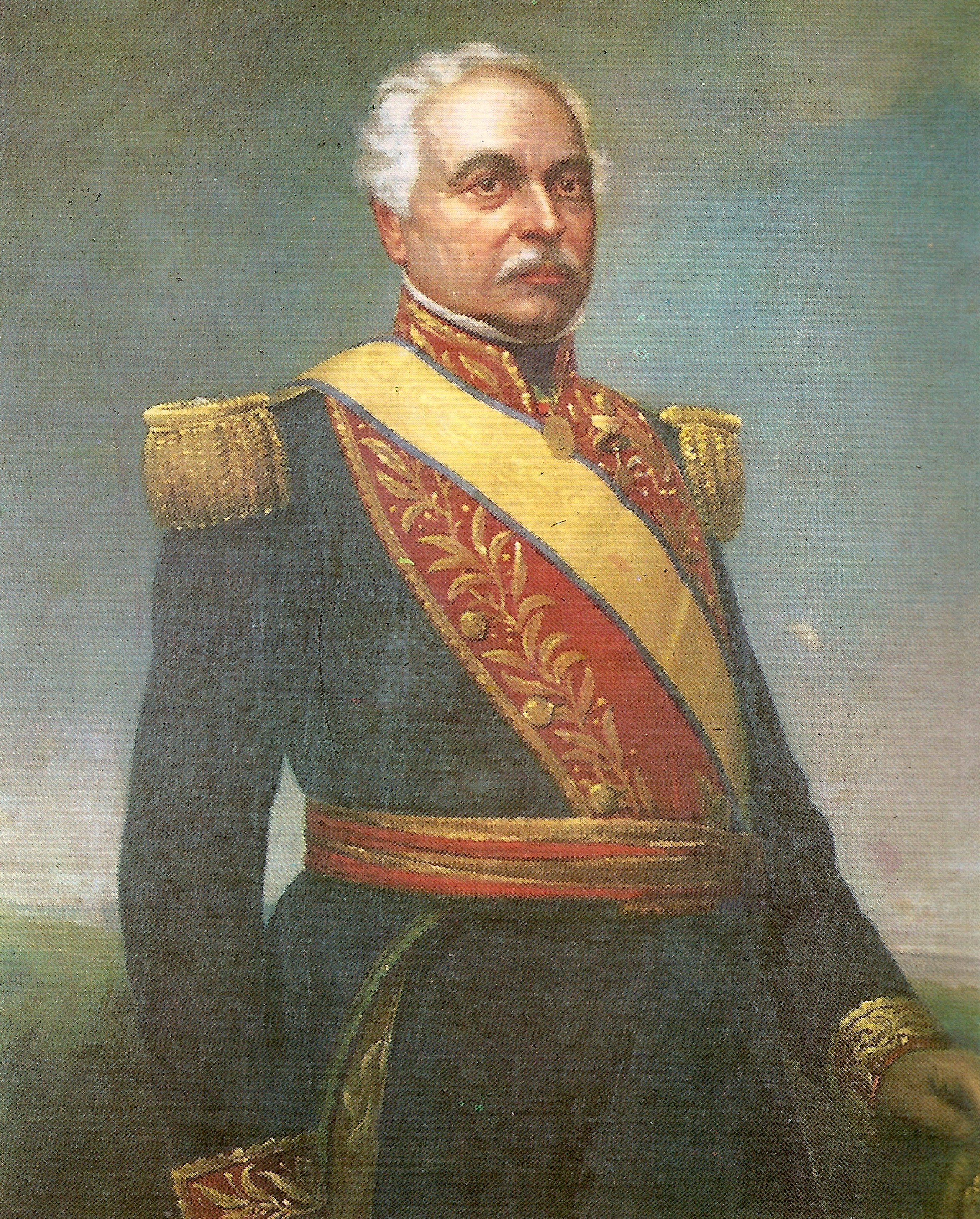
Páez zwischen 1855 und 1865

José Antonio Páez (* 13. Juni 1790 in Acarigua; † 6. Mai 1873 in New York), genannt El Taita, El Centauro de los Llanos, León de Payara oder Primera Lanza de los Llanos, war Kreole aus Curpa (Venezuela), General im venezolanischen Unabhängigkeitskampf und Präsident Venezuelas.

## Leben
Páez stammte aus einfachen Verhältnissen. Er war der Sohn von Juan Victorio Páez, dessen Mutter aus Teneriffa stammte, und von María Violante Herrera, die vermutlich eine Nachkommin deutscher Siedler des Klein-Venedig der Augsburger Welser war. In seiner Jugend musste er als Hirte arbeiten. Ab 1810 war er als Anführer eines von ihm gesammelten Reiterhaufens in militärischen Diensten, zunächst von 1810 bis 1813 auf Seiten der Unabhängigkeitsbewegung, danach mehrere Jahre auf der Seite der Royalisten in Barinas. 1818 schloss er sich mit seinen Truppen erneut Simón Bolívar an und wurde nach der Schlacht von Carabobo einer der höchsten Generäle Großkolumbiens.
1816 von der Regierung mit dem Rang eines Brigadegenerals an die Spitze eines Heers gestellt, schlug er in der Provinz Apure die Spanier in mehreren Gefechten. Durch die Schlacht bei Carabobo 1821 und die Einnahme von Puerto Cabello 1823 führte er die Entscheidung zugunsten der jungen Republik herbei, die sich unter dem Namen Colombia konstruierte.
Als Anführer eines separatistischen Aufstandes („La Cosiata“) brach Páez 1825 zunächst mit der Regierung in Bogotá, konnte jedoch von Bolívar umgestimmt werden. Dieser bezahlte dafür mit der Freundschaft und Loyalität seines Vizepräsidenten Francisco de Paula Santander. 1829 erklärte Páez Venezuela für unabhängig von Großkolumbien und war von 1831 bis 1838 der erste Präsident der vierten Republik. Er bestimmte bis zu seinem Umzug nach New York 1863 die Politik des Landes entscheidend mit.
Von 1839 bis 1842 war Paéz ein zweites Mal Präsident und erwarb sich vom Kongress den Titel des berühmten Bürgers (esclarecido ciudadano). Bei Ausbruch des Kriegs zwischen den Kreolen und Farbigen 1846 wurde er zum Diktator ernannt und ließ nach Beilegung der Zwistigkeiten José Tadeo Monagas zum Präsidenten wählen. Da er von diesem später angefeindet wurde, musste er 1848 nach Maracaibo und dann nach Curaçao fliehen, von wo er im Juli zu Monagas’ Sturz nach Venezuela zurückkehrte.
Weil Paéz in Venezuela keine hinlängliche Unterstützung mehr fand, musste er sich mit zwei Söhnen an den General Sylva ergeben und wurde 1850 des Landes verwiesen, worauf er sich in die Vereinigten Staaten von Amerika begab. Nachdem er im Dezember 1858 in sein Vaterland zurückgerufen wurde, war er 1860 bis 1861 Gesandter in Washington und vom 10. September 1861 bis 25. Mai 1863 noch ein letztes Mal Präsident mit diktatorischer Gewalt, er nannte sich Jefe Supremo Civil y Militar de Venezuela. Da er jedoch keine Kontrolle über die Parteien gewinnen konnte, dankte er endgültig ab und kehrte in die Vereinigten Staaten zurück. Nach einem Besuch in Argentinien und Peru (1872) starb er am 6. Mai 1873 in New York. Seine Autobiographie erschien 1867–69 in zwei Bänden.